# Kolumna morowa

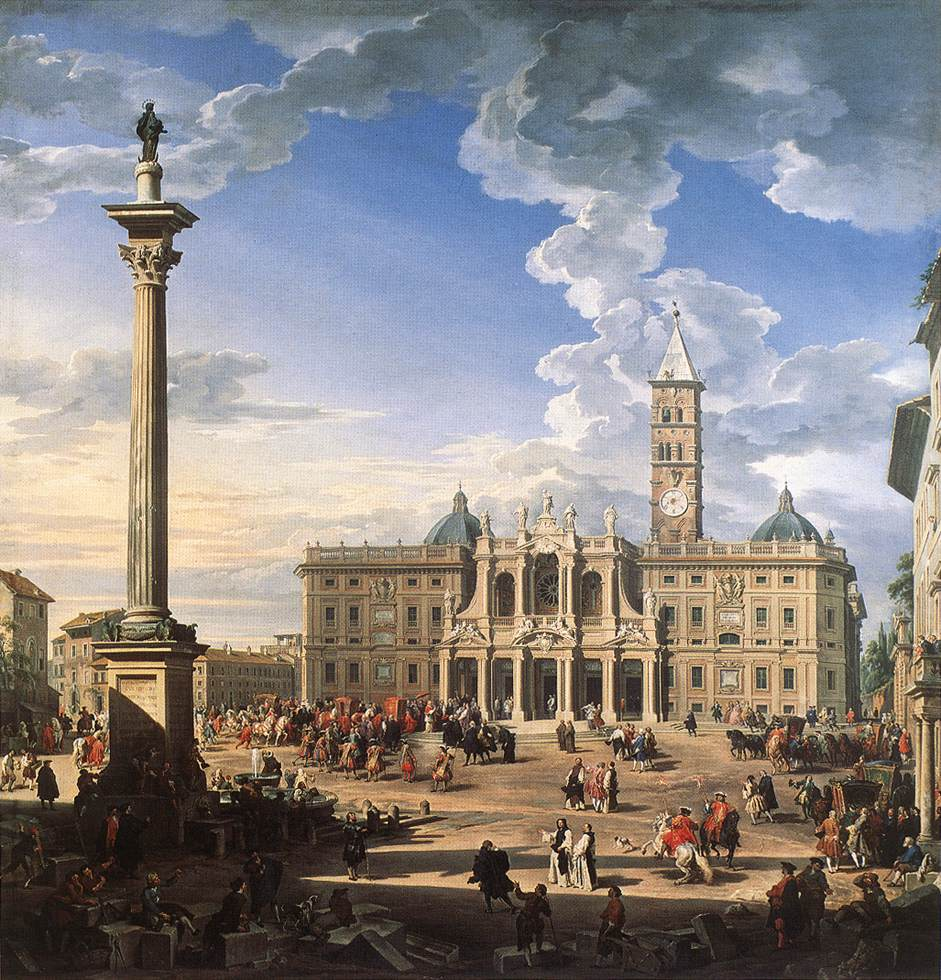
Kolumna maryjna na Piazza di Santa Maria Maggiore w Rzymie

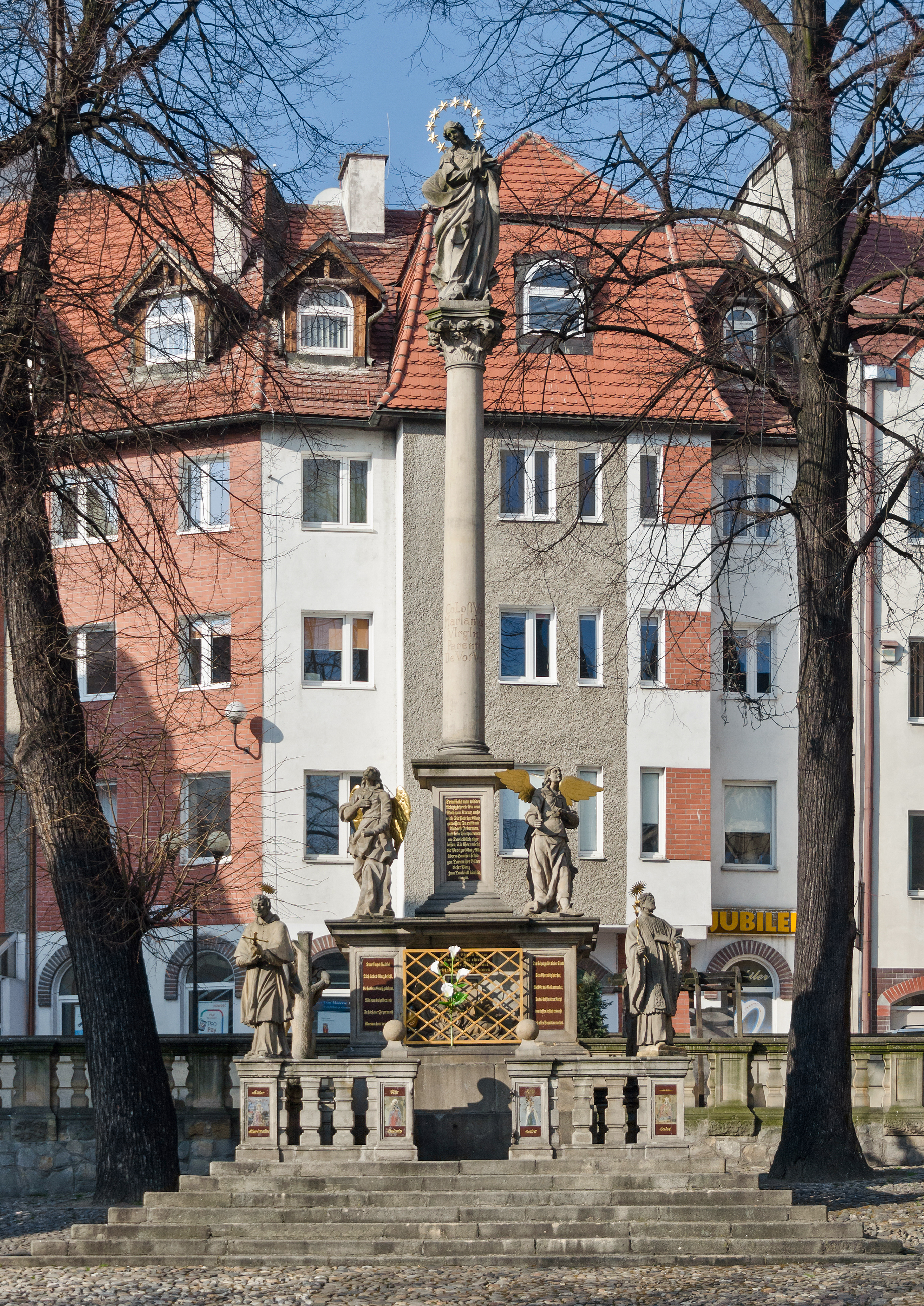
Kolumna morowa w Kłodzku

Kolumna morowa (niem. Pestsäule) – wolno stojąca konstrukcja architektoniczna, w kształcie słupa, obelisku bądź piramidy, wsparta na cokole, zdobiona licznymi figurami świętych lub alegorycznymi. Często jest to kolumna Trójcy Przenajświętszej lub kolumna maryjna.
Kolumny morowe w odróżnieniu od innych tego typu kolumn stawiane były jako wotum dziękczynne przez ludność wierzącą, że została wybawiona od moru.
Wznoszenie kolumn morowych rozpowszechniło się po soborze trydenckim w krajach Monarchii habsburskiej. Pestsäule jest formą barokową. Za wzór służyła kolumna maryjna na Piazza di Santa Maria Maggiore w Rzymie, ustawiona w roku 1614.